# Sridhar Rangayan
Sridhar Rangayan (écrit aussi Sridhar Rangaihn ou Sridhar Rangayyan), né le 2 avril 1962 à Mandya (Karnataka), est un réalisateur indien qui a tourné des films sur des sujets LGBT et queer.

## Biographie
Son film The Pink Mirror (Gulabi Aaina, 2003) est interdit en Inde à cause de son contenu homosexuel. Il parvient cependant à présenter ce film et les suivants, Yours Emotionally! et 68 Pages, dans des festivals internationaux.
Il fait partie du jury pour décerner le Teddy Award lors de la Berlinale 2010. En 2012, il est choisi pour faire partie du jury de l'Outfest, le festival du film gay et lesbien de Los Angeles.
En 2016, son documentaire Breaking Free reçoit le prix du meilleur montage aux National Film Awards. La même année, il participe à la Marche des fiertés de Montréal aux côtés du premier ministre canadien Justin Trudeau.
En 2017, son film The Pink Mirror, interdit en Inde, est diffusé sur Netflix.
En 2018, son film Evening Shadows obtient le prix du public au Festival du film sud-asiatique de Chicago.

## Filmographie
- 1999 : Rishtey (série télévisée)
- 2003 : Yeh Hai Chakkad Bakkad Bumbe Bo
- 2003 : The Pink Mirror (Gulabi Aaina)
- 2006 : Yours Emotionally
- 2007 : 68 Pages
- 2008 : Bridges of Hope (court métrage documentaire)
- 2011 : Project Bolo (vidéo)
- 2014 : Purple Skies (documentaire)
- 2014 : Aa Muskuraa
- 2015 : Breaking Free (documentaire)
- 2018 : Evening Shadows